# Kustanair
Kustanairhästen är en hästras som utvecklades i forna Sovjetunionen. Hästarna avlades fram i två olika flockar under olika förutsättningar för att sedan jämföras. De bästa individerna gick sedan till avel. Resultatet blev en utmärkt transport- och körhäst som var relativt lätthanterlig men med ett ganska oberäkneligt temperament. 

## Historia
I forna Sovjetunionen experimenterade man mycket med att korsa ryska inhemska hästar bland annat med ädlare europeiska varmblodshästar och fullblodshästar. Kustanairhästen utvecklades genom korsningar med Engelskt fullblod, Donhästar och numera utdöda ryska bergshästar. Det kungliga ryska kavalleriet utförde många olika korsningar under 1800-talet. 
På statsstuterierna avlade man sina hästar i två olika flockar, som föddes upp under helt olika förutsättningar. Den ena flocken fick mycket bra foder som havre och hö, en box att komma in i på natten eller vid dåligt väder och de avlades väldigt selektivt. Den andra flocken avlades halvvilt och fick gå ute på bete dygnet runt, året runt och de fick avla sig själva och hitta sin egen mat. Resultatet av experimentet gav två olika typer av hästar. De hästar som fått mat och stå inne producerade ridhästar med bättre kvalitet medan de utegående hästarna blev starkare och lite kraftigare arbetshästar som kunde utföra lättare jordbruksarbete. Man korsade in mer fullblod i några av hästarna för att få fram en mer utmärkande körhäst och det var denna häst som man till slut bestämde sig för att fortsätta avla på. De två ursprungliga typerna användes även i avel och idag finns fortfarande tre olika typer av Kustanairhästen. 

## Egenskaper
Kustanairhästen är främst en utmärkt vagnshäst som är stark och uthållig och säker på foten. De har för det mesta ett lugnt temperament men vissa hästar kan vara något instabila med ett oberäkneligt temperament. Dessa hästar försöker man dock att avla bort genom att göra aveln mer selektiv än vad den är idag. 
Kustanairhästen finns i tre typer. Den medelstora vagnshästen är den vanligaste och det som sägs vara den "riktiga" Kustanairhästen. Det finns även en lättare ridvariant och en tyngre arbetshäst. 